# Yannick Marchand
Yannick Kevin Marchand (* 9. Februar 2000 in Basel) ist ein Schweizer Fussballspieler.

## Karriere

### Verein
Marchand begann seine Laufbahn beim FC Aesch, bevor er 2009 in die Jugend des FC Basel (FCB) wechselte. Zur Saison 2018/19 wurde er in das Kader der zweiten Mannschaft befördert. Sein Debüt in der drittklassigen Promotion League gab er am 4. August 2018, dem 1. Spieltag, beim 0:2 gegen die AC Bellinzona als er in der Startelf stand. Er avancierte zum Stammspieler der FCB-Reserve und kam bis Saisonende zu 25 Ligapartien, wobei er drei Tore erzielte. Zudem debütierte er am 15. Mai 2019, dem 34. Spieltag, beim 3:2 gegen den FC Luzern für die erste Mannschaft in der erstklassigen Super League, als er in der 69. Minute für Éder Balanta eingewechselt wurde. Dies blieb bis Saisonende sein einziger Profieinsatz.
2019/20 spielte er zwölfmal für die zweite Mannschaft in der Promotion League und schoss dabei zwei Tore. In der ersten Mannschaft absolvierte er bis zum Ende der Spielzeit sieben Partien in der Super League und drei Spiele im Schweizer Cup, in dem der FCB im Final gegen den Meister BSC Young Boys verlor. In der UEFA Europa League wurde er zweimal eingesetzt; Basel schied schlussendlich im Viertelfinal gegen den ukrainischen Verein Schachtar Donezk aus.
2020/21 bestritt er fünf Spiele für die Reserve des FCB sowie 13 Partien für die Profis in der Super League (ein Tor). Im Sommer 2021 schloss er sich auf Leihbasis für ein Jahr dem französischen Zweitligisten Grenoble Foot an. Dort kam er allerdings nicht regelmässig zum Einsatz, und so wurde die Leihe in der Winterpause wieder aufgelöst. Zwei Wochen später wurde er dann weiter zum heimischen Zweitligisten Neuchâtel Xamax ausgeliehen.
Im Februar 2023 wechselte er zum Grasshopper Club Zürich II.

### Nationalmannschaft
Marchand bestritt von 2014 bis 2021 insgesamt 36 Partien für diverse Schweizer Jugendnationalmannschaften und erzielte dabei sieben Treffer. 